# Mindfields
Mindfields — десятый студийный альбом американской рок-группы Toto, изданный в 1999 году лейблом Columbia Records.

## Об альбоме
Спустя 17 лет, в 1999 году бывший вокалист группы Бобби Кимболл вернулся в состав Toto для записи альбома Mindfields. 
Европейское издание Mindfields включает в себя 13 песен и не содержит их текстов. Японская версия имеет бонус-трек «Spanish Steps of Rome», а также в ней присутствует листовка со всеми текстами 14 композиций.
Релиз получил смешанные отзывы от критиков. Обозреватель сайта Allmusic отрицательно оценил пластинку, посетовав на её слишком большую длительность и отсутствие индивидуальности Toto. Рецензент портала laut.de был благосклонен к диску, хотя и выразил мнение, что на нём нет удивительных моментов, и их не следовало ожидать. Номер «After You've Gone» критику пришёлся по вкусу, и, по его мнению, те кто пользовался релизами Toto, не будут разочарованы в Mindfields.

## Список композиций
| №   | Название                           | Автор(ы)                                          | Вокал             | Длительность |
| --- | ---------------------------------- | ------------------------------------------------- | ----------------- | ------------ |
| 1.  | «After You've Gone»                | Стив Люкатер, Фил Суссан                          | Люкатер           | 6:37         |
| 2.  | «Mysterious Ways»                  | Марк Хадсон, Люкатер, Пейч, Дин Гракаль           | Кимболл и Люкатер | 3:42         |
| 3.  | «Mindfields»                       | Кимболл, Люкатер, Пейч, Саймон Филлипс, М.Поркаро | Кимболл           | 6:04         |
| 4.  | «High Price of Hate»               | Люкатер, Линч, Пейч, Филлипс, М.Поркаро           | Кимболл           | 9:22         |
| 5.  | «Selfish»                          | Люкатер, Линч, Пейч                               | Кимболл           | 5:30         |
| 6.  | «No Love»                          | Пейч, Люкатер, Рэнди Гудрам                       | Люкатер           | 4:34         |
| 7.  | «Caught in the Balance»            | Люкатер, Пейч, Филлипс, М. Поркаро, Линч, Кимболл | Кимболл           | 6:21         |
| 8.  | «Last Love»                        | Люкатер, Пейч                                     | Люкатер           | 4:58         |
| 9.  | «Mad About You»                    | Пейч, Джозеф Уильямс                              | Кимболл           | 4:24         |
| 10. | «One Road»                         | Люкатер, Пейч, Гудрам                             | Кимболл           | 3:45         |
| 11. | «Melanie»                          | Люкатер, Пейч, Гудрам                             | Люкатер           | 5:19         |
| 12. | «Cruel»                            | Джед Лейбер, Филлипс, Кимболл, Люкатер            | Кимболл           | 5:57         |
| 13. | «Better World (Parts I, II & III)» | Люкатер, Пейч, Филлипс                            | Люкатер           | 7:50         |
| 14. | «Spanish Steps of Rome»            | Люкатер, Пейч                                     | Пейч              | 4:27         |

## Чарты
| Страна             | Позиция |
| ------------------ | ------- |
| Австрия            | 33      |
| Бельгия (Валлония) | 49      |
| Бельгия (Фландрия) | 42      |
| Германия           | 14      |
| Нидерланды         | 23      |
| Норвегия           | 7       |
| Финляндия          | 5       |
| Франция            | 6       |
| Швейцария          | 10      |
| Швеция             | 7       |
| Япония             | 19      |

## Участники записи
Toto
- Бобби Кимболл — вокал, бэк-вокал
- Стив Люкатер — гитара, вокал, бэк-вокал
- Дэвид Пейч — клавишные, вокал, бэк-вокал
- Майк Поркаро — бас-гитара
- Саймон Филлипс — ударные, перкуссия

Другие музыканты
- Клинт Блэк — губная гармоника, бэк-вокал в «No Love»
- Тимоти Б. Шмит — бэк-вокал в «After You've Gone», «Mysterious Ways», «Selfish» и «Melanie»
- Фил Соуссен — бэк-вокал в «After You've Gone»
- Ричард Пейдж — бэк-вокал в «Cruel», «Caught in the Balance», «Mindfields» и «Mad About You»
- Мария Видаль — бэк-вокал в «Spanish Steps of Rome»